# Aleksándr Guchkov
Aleksandr Ivánovich Guchkov (del ruso: Александр Иванович Гучков), 14 de octubre de 1862-14 de febrero de 1936, político ruso, diputado de la Duma Imperial de Rusia, miembro del Bloque Progresista y ministro de Defensa del primer gabinete del Gobierno provisional ruso.

## Comienzos

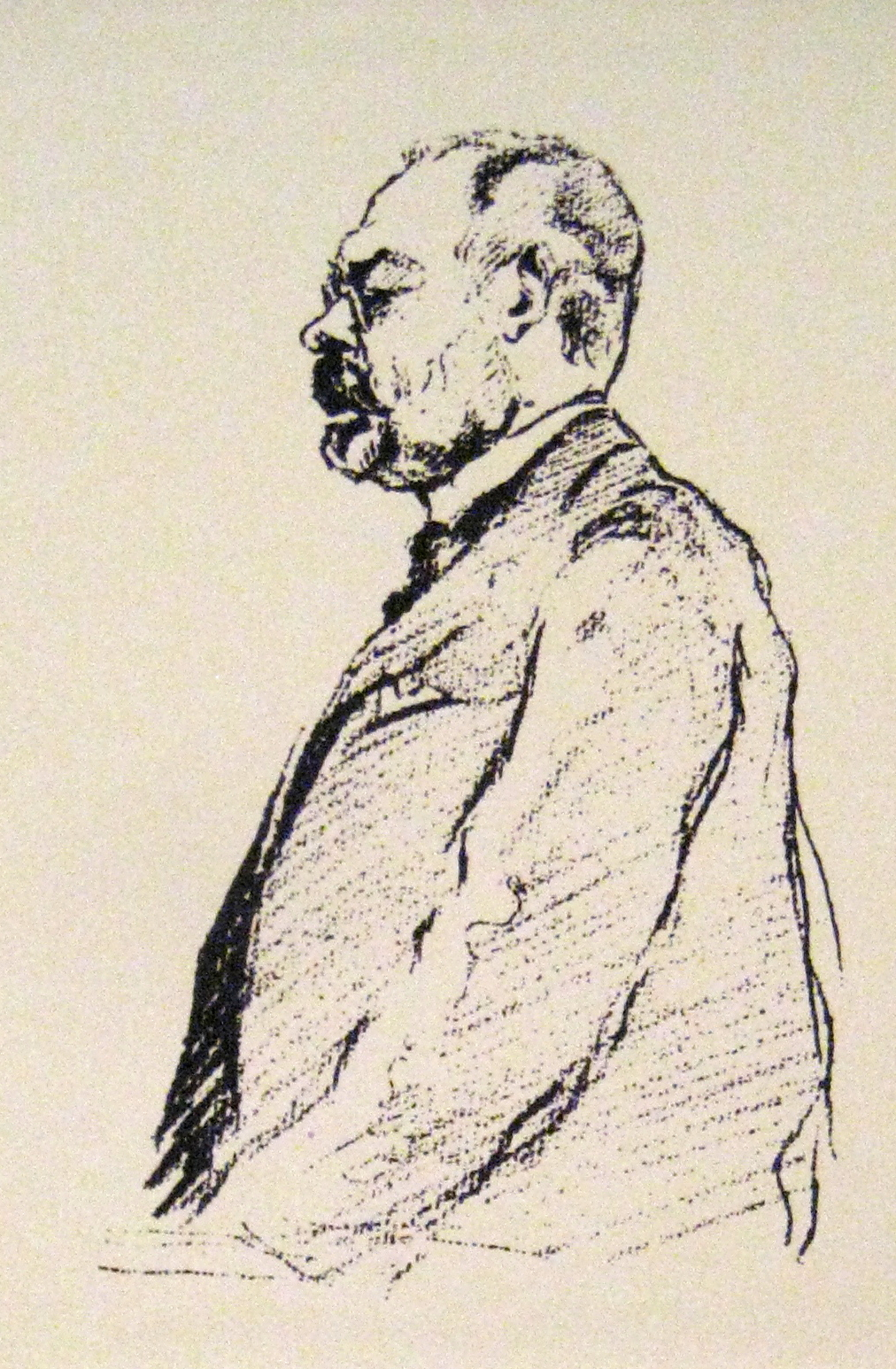
A.I. Guchkov

Nacido en 1862 en el seno de una importante familia de industriales moscovitas enriquecidos gracias a la fabricación de tejidos de lana, dedicó su juventud a los viajes y la aventura. Su abuelo, nacido siervo «viejo creyente», había sido el primero en convertirse en empresario textil. Dada su afición a la aventura, combatió de voluntario en la segunda guerra bóer y participó en un alzamiento en Macedonia en 1903.
Guchkov entró en política en 1904-1905, como parte del ala más conservadora del movimiento de los zemstvos. Llegó a presidente del Partido Octubrista, que ayudó a formar en diciembre de 1905, y de la tercera Duma, convirtiéndose gracias a su vida ajetreada (que incluyó numerosos duelos), su riqueza y su confianza en sí mismo en símbolo de la nueva burguesía moscovita. Su partido, cuyas bases eran los elementos acomodados de la ciudad y el campo (comerciantes, industriales, terratenientes...), había defendido a la monarquía frente a la revolución, pero exigía reformas moderadas, aunque se oponía al sufragio universal. Respaldó con firmeza las medidas represivas de Piotr Stolypin, con el que Guchkov estableció buenas relaciones. El objetivo del partido, conservador reformista, no era acabar con el régimen político imperante en Rusia, sino reforzarlo mediante la aplicación de ciertas reformas.
Participó en la expedición contra los bóxer en China. Combatió contra los británicos en la guerra de los Bóeres. Más tarde dirigió un hospital en el Lejano Oriente ruso durante la guerra ruso-japonesa; permaneció en Manchuria para facilitar el tratamiento de los heridos rusos por los japoneses tras la retirada del general Alekséi Kuropatkin. Criticó duramente al Gobierno imperial por no suministrar al Ejército el armamento moderno que consideraba esencial para la guerra.
Fue una de las muchas figuras de la oposición al Gobierno imperial que rechazó entrar en el gabinete de Serguéi Witte en octubre de 1905.
Durante la tercera duma, se hizo famoso por acusar a los grandes duques, miembros de la familia imperial, de irresponsabilidad al mando de las tropas durante la guerra contra Japón. Como dirigente de los octubristas, defendió el traspaso de la política de Defensa a la Duma, que debía, según su criterio, comenzar un ambicioso plan de rearme que mejorase la economía y facilitase la expansión territorial por la que abogaba el partido. Recibió en esto el apoyo de importantes militares. Presidió la comisión de Defensa de la Duma, con poder de veto sobre los presupuestos militares. En 1908 criticó abiertamente el que Rusia no se enfrentase al Imperio austrohúngaro por la crisis bosnia. En 1909 hubo de aceptar la primacía del zar en asuntos militares.
En 1911 dimitió de la presidencia de la Duma, descontento con el primer ministro Stolypin; su partido pasó a la oposición. En 1912, tras su participación en un duelo, se lo obligó a abandonar la portavocía de los octubristas en la Duma, aunque siguió presidiendo el partido. En 1913, las críticas al Gobierno escindieron el partido en dos: los más conservadores, sesenta y cinco diputados, formaron el grupo octubrista zemvista, encabezado por Mijaíl Rodzianko, mientras que otros veinte siguieron a Guchkov.

## La Primera Guerra Mundial
Al comenzar la Primera Guerra Mundial, Guchkov se trasladó al frente occidental ruso como representante de la Cruz Roja, enviado por el zemstvo de Moscú. El desarrollo de los combates convenció a Guchkov de la imposibilidad de aplicar las reformas que consideraba necesarias mientras Nicolás II permaneciese en el trono. Criticó acerbamente el intento del Gobierno imperial de evitar toda participación externa a la burocracia zarista en la dirección de la guerra, actitud que consideró había retrasado un año la movilización de la industria para aumentar la producción de material de guerra. Guchkov defendió una mayor participación de la Duma en la guerra, a pesar de la negativa del zar a sopesar tal posibilidad.

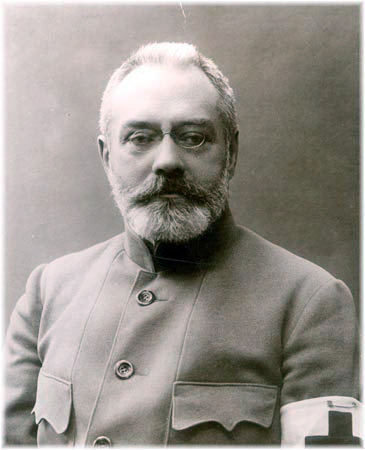
Guchkov como representante de la Cruz Roja en 1915.

En la primavera de 1915 y ante la agudísima crisis de las industrias de guerra rusas, se formaron los Comités de Industrias de Guerra, que pasó a presidir gracias a sus buenos contactos tanto en la industria como en el Ejército. Su objetivo era mejorar la distribución de las materias primas entre las distintas industrias para aumentar y mejorar la producción bélica, pero pronto los comités copiaron la burocracia y corrupción de la Administración Pública.
Cercano al ministro de Defensa, general Polivánov, artífice de la reconstrucción del Ejército ruso tras la catastrófica retirada de 1915, se ganó la enemistad de la zarina Alejandra. Las críticas que Guchkov había hecho del favorito imperial, Grigori Rasputín, le granjearon la enemistad del zar y de su esposa.
A finales de 1915, sufrió un grave ataque al corazón que lo obligó a pasar cerca de seis meses convaleciente en Crimea y le impidió participar en la campaña de la Duma a favor de la formación de un Gobierno que contase con la confianza del pueblo, que el Gobierno imperial rechazó con éxito. La conocida animadversión de la zarina hacia Guchkov hizo que su desaparición de la vida pública diese pábulo a los rumores de que había sido envenenado por Rasputín y sus seguidores.
En agosto de 1916, se mostró abiertamente preocupado por la situación en la retaguardia ante el jefe del Estado mayor ruso, general Mijaíl Alekséyev; desconfiaba de la posibilidad de limitar las reformas y evitar una revolución. Deseando evitar la participación de las masas en la caída de Nicolás II, comenzó a reclutar oficiales para realizar un pronunciamiento en marzo de 1917, de acuerdo con otras destacadas figuras como el kadete Nikolái Nekrásov y el presidente del comité de las industrias bélicas de Kiev, Mijaíl Teréshchenko. El estallido de la Revolución de Febrero frustró sus planes y confirmó los peores temores de Guchkov. El 27 de febrerojul./ 12 de marzo de 1917greg., fue uno de los veintiún firmantes de una petición de última hora al zar para formar un gabinete que contase con la «confianza de la nación» que pudiese gobernar en concierto con los diputados de la Duma.

## La Revolución de Febrero
El 1 de marzojul./ 14 de marzo de 1917greg. recorrió los cuarteles de la capital tratando de mantener el orden y obtener el respaldo de las tropas para la Duma. Ese mismo día, al regresar a la sede de la Duma, el Palacio Táuride, se enteró de su nombramiento por el Comité provisional de la Duma Estatal como ministro de Defensa del nuevo Gobierno provisional ruso, con el renuente consentimiento del Sóviet de Petrogrado.
Fue uno de los dos delegados de la Duma en acudir a Pskov (2 de marzojul./ 15 de marzo de 1917greg.), ciudad en la que se hallaba detenido el tren que llevaba al zar Nicolás II del cuartel general ruso en Maguilov a Tsárskoye Seló, donde se encontraba su familia. Allí recibió la noticia de la abdicación de Nicolás en su hijo y, más tarde, en su hermano, el gran duque Miguel Románov. De vuelta en la capital, anunció públicamente la abdicación de Nicolás en Miguel, librándose por poco de ser linchado por la multitud, que no compartía la alegría de Guchkov. El rechazo del gran duque Miguel a aceptar la corona llevó a Guchkov, monárquico convencido, a sopesar la posibilidad de abandonar el nuevo Gobierno.

## En el Gobierno Provisional

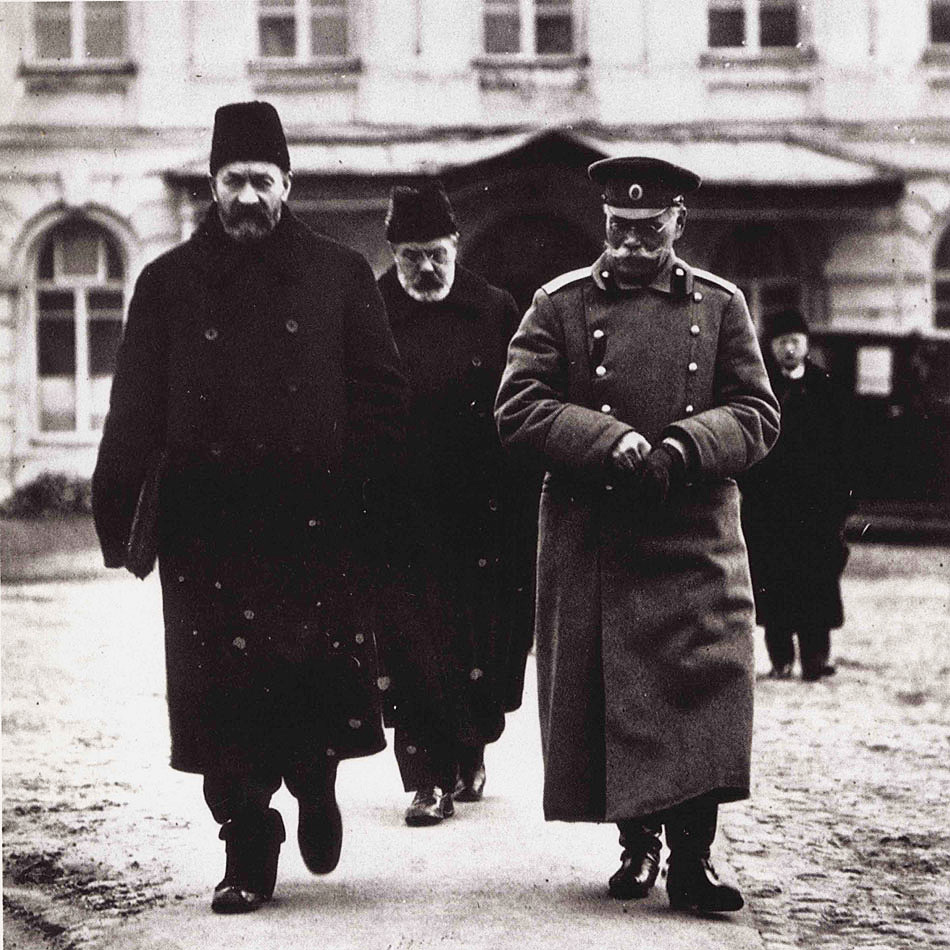
Guchkov, en el centro, entre el primer ministro del Gobierno provisional ruso, Gueorgui Lvov y el jefe del Estado Mayor ruso, general Mijaíl Alekséyev en Maguilov en la primavera de 1917.

Ministro de Defensa en el primer gabinete del Gobierno provisional ruso presidido por Gueorgui Lvov tras la Revolución de Febrero, su poder quedó notablemente limitado por el Sóviet de Petrogrado. Pertenecía, como otros seis ministros de los doce que formaban el Gobierno, a la masonería. Durante sus dos meses en el cargo, trató en vano de mantener la disciplina militar y renovar el entusiasmo por la contienda. Durante las primeras semanas, intentó controlar los cambios en asuntos militares fruto de la revolución. Fue consciente desde el principio de la debilidad del Gobierno y de su dependencia del Sóviet de Petrogrado.
Durante su ministerio se aprobaron importantes reformas como la abolición de toda discriminación nacional, religiosa o de clase en las Fuerzas Armadas, la restauración de la autonomía de las unidades cosacas, la implantación de la jornada de ocho horas en las fábricas de armamento o la purga de algunas docenas de oficiales (finales de marzo). Hostil al Sóviet de Petrogrado, Guchkov se opuso a la Orden número 1, que acabó con la autoridad de los oficiales en el Ejército. Las comisiones que debían regular diversos aspectos de la vida militar, creadas por el propio Guchkov, acabaron presentando documentos que el Sóviet aprobó, pero que disgustaron tanto a los mandos militares como al ministro. Guchkov trató durante su periodo al frente del ministerio de restaurar el poder de las Fuerzas Armadas como instrumento de guerra con Alemania pero, sobre todo, de fuerza progubernamental contra los sóviets. Dada la imposibilidad de proclamar el segundo y más importante objetivo, públicamente se limitó a defender el primero.
Cada vez más aislado en el Gobierno e incapaz de imponer sus criterios al Sóviet de Petrogrado, dimitió el 1 de mayojul./ 14 de mayo de 1917greg., durante la crisis de abril que también acabó con el relevo de Pável Miliukov, al que había apoyado en su postura de mantener los objetivos imperialistas en la guerra. Lo sustituyó Aleksandr Kérenski. Su dimisión, que agudizó la crisis gubernamental, hizo cambiar de opinión al Sóviet de Petrogrado en su anterior negativa a participar en el Gobierno y precipitó la formación del segundo gabinete del periodo revolucionario, el primero de coalición entre burgueses y socialistas.
Antes de su dimisión había tratado en vano de lograr para Lavr Kornílov el mando del frente occidental ruso, a lo que se opuso Mijaíl Alekséyev.

## Contrarrevolución
Poco después de su dimisión presidió la Sociedad para el Renacimiento Económico de Rusia, formada por importantes magnates industriales rusos para recoger fondos para la propaganda contra los consejos. Durante el verano, los abundantes fondos a disposición de Guchkov sirvieron para la publicación de propaganda distribuida en el frente y para respaldar al general Lavr Kornílov en sus planes de acabar con el poder de los consejos.
Tras la Revolución de Octubre en la que los bolcheviques tomaron el poder, se unió a diversos grupos del Movimiento Blanco, desde el Cáucaso a Manchuria. En 1919 abandonó Rusia, donde había colaborado con el Gobierno de Antón Denikin, definitivamente.

## Exilio
Guchkov se instaló en París y participó en los círculos de emigrados antisoviéticos y en sus actividades de sabotaje y asesinato de funcionarios soviéticos. Falleció en París en 1936.